# Cuvierina cancapae
Cuvierina cancapae is een slakkensoort uit de familie van de Cavoliniidae. De wetenschappelijke naam van de soort is voor het eerst geldig gepubliceerd in 2005 door Janssen.